# Herald Sun
Die Herald Sun ist die Tageszeitung mit der größten Verbreitung in Australien mit 551.100 Lesern an Wochentagen.

## Geschichte
Die Zeitung „Herald Sun“ wurde im Jahr 1990 aus dem Zusammenschluss der Morgenzeitung The Sun News-Pictorial und der Abendzeitung The Herald gegründet. Die erste Ausgabe wurde am 8. Oktober 1990 als The Herald-Sun herausgegeben. Später wurde der Bindestrich aus dem Titel entfernt. Die letzte Ausgabe mit altem Logo wurde am 1. Mai 1993 verkauft.

### The Herald
The Herald wurde am 3. Januar 1840 von George Cavanaugh als The Port Phillip Herald gegründet. Im Jahr 1855 wurde die Zeitung The Melbourne Herald, jedoch nur für eine Woche, bevor sie in The Herald umbenannt wurde. Ab 1869 war es eine Abendzeitung.

### The Sun News-Pictorial
The Sun News-Pictorial wurde am 11. September 1922 gegründet und von HWT im Jahr 1925 gekauft.

### Die Fusion
In ihrer Blütezeit hatte The Herald eine Verbreitung von fast 600.000 Lesern, doch bis zum Jahr 1990, zum 150. Geburtstag der Zeitung sank die Leserzahl auf nur noch 200.000. Damit lag sie weit hinter der Sun zurück.
Nach 150 Jahren, zehn Monaten und zwei Tagen wurde The Herald am 5. Oktober 1990 letztmals als eigenständige Zeitung verkauft. Einen Tag später gab auch The Sun News-Pictorial ihre letzte Ausgabe heraus. Kurz zuvor hatten bereits die Sonntagseditionen beider Zeitungen die Zusammenarbeit aufgenommen.

## Kritik
Der Herald Sun wird vorgeworfen, eine große Voreingenommenheit für die Liberal Party of Australia zu besitzen. Kritiker werfen der Zeitung auch vor, die konservative Einstellung ihres Inhabers, des Medienmagnaten Rupert Murdoch, umzusetzen, ohne sie zu hinterfragen.
Kurz vor den Bundeswahlen 2004 veröffentlichte die Herald Sun einen Artikel mit der Überschrift „Greens back illegal drugs“ („Die Grünen sind für illegale Drogen“, Herald Sun, 31. August 2004), geschrieben von Gerard McManus, mit zahlreichen Anschuldigungen gegen die Australian Greens bezüglich ihres politischen Programms. Daraufhin beschwerten sich die Greens beim australischen Presserat, dem Australian Press Council. Der Presserat erteilte der Herald Sun eine scharfe Rüge wegen des Artikels.
Insbesondere der konservative Kolumnist Andrew Bolt hat auch für zahlreiche Kontroversen gesorgt. 2011 urteilte Australiens Oberster Gerichtshof, der Federal Court of Australia, dass Bolt in zwei von ihm verfassten Artikeln in der Herald Sun gegen den Racial Discrimination Act verstoßen hat.